# Patrizia Spuri
Patrizia Spuri (Fara in Sabina, 18 februari 1973) is een Italiaanse voormalige atlete, die gespecialiseerd was in de 400 meter sprint en 800 meter middellangeafstand. Ze is meervoudig Italiaans kampioen (in- en outdoor) in beide disciplines en nam eenmaal deel aan de Olympische Spelen, in 1996. Momenteel houdt ze het nationale record op de 600 meter, een niet-Olympische en onofficiële discipline.
Spuri is aangesloten bij G.S. Forestale. Ze is getrouwd met hink-stap-springer Fabrizio Donato, die een bronzen medaille veroverde op de Olympische Zomerspelen 2012.

## Titels
- Italiaans kampioen 400 meter - 1994, 1996, 1998, 1999
- Italiaans kampioen 800 meter - 1999, 2000
- Italiaans indoorkampioen 400 meter - 1994, 1998
- Italiaans indoorkampioen 800 meter - 1999

## Persoonlijke records
Outdoor
| Onderdeel | Prestatie | Datum            | Plaats    |
| --------- | --------- | ---------------- | --------- |
| 400 meter | 51,74 s   | 20 augustus 1998 | Boedapest |
| 800 meter | 1.59,96 s | 30 augustus 1998 | Rieti     |

Indoor
| Onderdeel | Prestatie | Datum            | Plaats |
| --------- | --------- | ---------------- | ------ |
| 400 meter | 52,69 s   | 18 februari 1998 | Genève |
| 800 meter | 2.05,17   | 25 februari 2000 | Gent   |

## Palmares

### 400 meter
- 1992: 19e WK junioren - 55,85 s
- 1994: 24e EK - 54.35 s

### 4 x 400 meter
- 1994: 10e EK - 3.33,31
- 1997: 8e WK - 3.30,63
- 1999: 8e WK - 3.29,56
- 2000:  EK indoor - 3.35,01 (NR)
- 2002:  EK indoor - 3.36,49